# Contrato

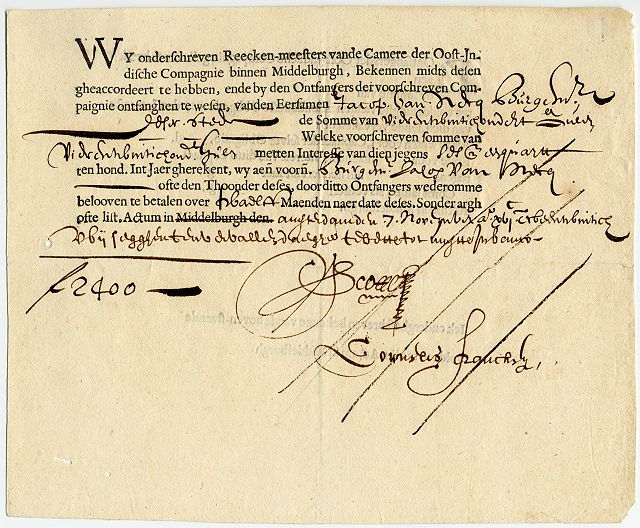
La forma escrita atribuye seguridad a los términos de los contratos. En este caso se contrata, mediante obligaciones emitidas unilateralmente, la financiación de una sociedad. En el ejemplo una obligación de la Compañía Neerlandesa de las Indias Orientales, emitida en 1623 con sus anotaciones y firmas que acreditan la prestación de voluntades en la transmisión de la misma.

Un contrato (antiguamente «contracto», este del latín contractus) es un acuerdo legal, oral o escrito, manifestado en común entre dos o más personas (partes del contrato) con capacidad jurídica, que se vinculan en virtud del mismo, regulando sus relaciones a una determinada finalidad o cosa, y a cuyo cumplimiento se puedan obligar de manera recíproca, si el contrato es bilateral, u obligar una parte a la otra, si el contrato es unilateral.
Es el contrato, en suma, un acuerdo de voluntades que puede generar derechos, obligaciones y otro tipo de situaciones jurídicas relativas; es decir, que solo vinculan a las partes contratantes y, finalmente, a sus causahabientes.   
Pero, además del acuerdo de voluntades, algunos contratos exigen, para su perfección, otros hechos o actos de alcance jurídico, tales como efectuar una determinada entrega (contratos reales), o exigen ser formalizados en documento especial (contratos formales), de modo que, en esos casos especiales, no basta con la sola voluntad. De todos modos, el contrato, en general, tiene una connotación patrimonial, incluso parcialmente en aquellos celebrados en el marco del derecho de familia, y es parte de la categoría  más amplia de los negocios jurídicos.  
Es función elemental del contrato originar efectos jurídicos (es decir, obligaciones exigibles), de modo que a aquella relación de sujetos que no derive en efectos jurídicos no se le puede atribuir cualidad contractual. 
En cada país, o en cada estado, puede existir un sistema de requisitos contractuales, diferente en lo superficial, pero el concepto y requisitos básicos del contrato son, en esencia, iguales. La divergencia de requisitos tiene que ver con la variedad de realidades socioculturales y jurídicas de cada uno de los países (así, por ejemplo, existen ordenamientos en que el contrato no se limita al campo de los derechos patrimoniales, únicamente, sino que abarca también derechos personales y de familia como, por ejemplo, los países en los que el matrimonio es considerado un contrato). 
En tanto el contrato es una categoría del acto jurídico, su validez y eficacia no solo están supeditadas a las reglas que regulan tales aspectos del contrato, sino también aquellas reglas relativas a los negocios jurídicos. Por tanto, toda causal de nulidad o anulabilidad de un acto jurídico, lo es también de un contrato.

## Conceptos legales de contrato
Conceptualmente es un tipo particular de convención, desde la construcción doctrinal de derecho romano republicano; la doctrina clásica romana depuró su definición y se ha integrado en la práctica totalidad de las arquitecturas jurídicas occidentales (por no decir mundiales); evidentemente, existen algunos matices que no son ahora de interés referir, aunque sí el relativo a que, en propiedad, la construcción jurídica de contrato debe de entenderse como una forma particular de convención. Así, en el Digesto de Justiniano, se pone en autoría de Ulpiano la siguiente definición de convención: “Conventio (est) duorum, vel plurium in ídem placitum consensus de dando aliquo, faciendo, vel praestando” [la convención es el consentimiento de dos o más personas que se avienen sobre alguna cosa, que deben de dar o hacer], que debe de complentándose con la definición doctrinal romana de contrato, así: "contractus (est) conventio quae habet vel nomen, vel causam” [el contrato es la convención que tienen bien nombre, o bien causa]. El literal latino resulta explícito. Por efecto de la codificación acaecida durante el siglo XIX en Europa, se incorporó la definición sintética de contrato como convención a los cuerpos del distinto derecho civil nacional, sin que por ello se deba de considerar como novedad alguna, por cuanto que el Código justinianeo no dejó de ser derecho aplicable, directamente o por incorporación a otros repertorios nacionales, desde antes de los diferentes códigos de leyes modernos. Por lo tanto, no debe de entenderse, bajo ningún concepto, una creación propia del derecho francés o napoleónico; ni siquiera en el literal de la expresión, como queda demostrado por la fuente original del Digesto.
La mayoría de los códigos civiles de los países cuyos ordenamientos jurídicos provienen históricamente del sistema romano-canónico y germánico, contienen definiciones aproximadas del contrato. La mayoría de ellos, siguen las directrices estructurales del Código civil francés, heredero del Código Napoleónico, cuyo artículo 1101 establece (repitiendo el literal del Digesto referido anteriormente) que el contrato es la convención por la cual una o más personas se obligan, con otra u otras, a dar, hacer, o no hacer alguna cosa.
El Código civil alemán prescribe por su parte que "para la formación de un negocio obligacional por actos jurídicos, como para toda modificación del contenido de un negocio obligacional, se exige un contrato celebrado entre las partes, salvo que la ley disponga de otro modo". Por su lado el Código civil suizo señala que "hay contrato si las partes manifiestan de una manera concordante su voluntad recíproca; esta manifestación puede ser expresa o tácita".
El Código Civil de la antigua Unión Soviética solo expresaba que "los actos jurídicos, esto es, los actos que tienden a establecer, modificar o extinguir relaciones de derecho civil, pueden ser unilaterales o bilaterales (contratos)".
El Código Civil español, en su art. 1254, como todos los de la Europa continental, sigue también el rastro marcado por el Corpus Iuris Civilis de Justiniano, como no podría ser de otro modo a tenor de las propias fuentes de derecho castellano o aragonés, ateniéndose a su propia tradición; si bien, los trabajos de codificación a lo largo del siglo XIX en España se ajustaron, entre otras recopilaciones propias, a la sistemática del Código Napoleónico. Por influencia directa del Digesto, se expresa la norma así: "el contrato existe desde que una o varias personas consienten en obligarse, respecto de otra u otras, a dar alguna cosa o prestar algún servicio."
El Código Civil argentino, en su art. 1137, establece que "hay contrato cuando varias personas se ponen de acuerdo sobre una declaración de voluntad común, destinada a reglar sus derechos."
Conforme al Código Civil del Uruguay (art. 1247), "Contrato es una convención por la cual una parte se obliga para con la otra o ambas partes se obligan recíprocamente a una prestación cualquiera, esto es, a dar, hacer o no hacer alguna cosa".
Influenciado por la evolución del derecho civil en América del Sur, en la República del Ecuador en un similar sentido prescribe como contrato en el art. 1454 "Contrato o convención es un acto por el cual una parte se obliga con otra a dar, hacer o no hacer alguna cosa. Cada puede ser una o muchas personas"
El Código Civil de Bolivia (art. 450) indica, “Hay contrato cuando dos o más personas se ponen de acuerdo para constituir, modificar o extinguir entre sí una relación jurídica.”
En El Salvador su Código Civil ( art. 1309) lo define como “Contrato es una convención en virtud de la cual una o más personas se obligan para con otra u otras, o recíprocamente, a dar, hacer o no hacer alguna cosa.”

## Antecedentes históricos del contrato
De entre los antecedentes remotos, sobre los que hay mayor grado de coincidencia en la doctrina, pueden citarse los siguientes:

### Sistema contractual romano
En el Derecho romano el contrato aparece como una forma de acuerdo (conventio). La convención es el consentimiento de dos a más personas que se avienen sobre una cosa que deben dar o prestar. La consensualidad era el prototipo dominante.
La convención se divide en pacto (pactum) y contrato (contractus), siendo el pacto aquel que no tiene nombre ni causa y el contrato aquel que lo tiene. En este contexto se entiende por nombre la palabra que produce la acción (el pacto se refiere únicamente a relaciones que solo engendran una excepción). La causa es alguna cosa presente de la cual se deriva la obligación. El pacto fue paulatinamente asimilándose al contrato al considerar las acciones el instrumento para exigir su cumplimiento.
El contrato se aplica a todo acuerdo de voluntades dirigido a crear obligaciones civilmente exigibles y estaba siempre protegido por una acción que le atribuía plena eficacia jurídica.
Los contratos se dividen en verdaderos y en cuasicontratos. Eran verdaderos los que se basaban en el consentimiento expreso de las partes y eran cuasicontratos los basados en el consentimiento presunto.
A su vez los contratos verdaderos de dividían en nominados e innominados. Eran nominados los que tenían nombre específico y particular confirmado por el derecho (ej. compraventa) e innominados los que aun teniendo causa no tenían nombre. Los contratos inominados eran cuatro: "Doy para que des", "Doy para que hagas", "Hago para que des" y "Hago para que hagas". Lo característico de los contratos inominados es que en ellos no intervenía el dinero contado.
En el Derecho romano existían contratos unilaterales y bilaterales. Los contratos unilaterales obligaban solo a una de las partes (por ejemplo, el mutuo) y los bilaterales obligaban a ambas partes (como en el caso de la compraventa).

#### Acciones en los contratos en Roma.
La acción (Actio) era el otro elemento esencial de los contratos en Derecho romano. Las acciones relativas a los contratos son actiones in personam en las cuales el demandante basa su pretensión en una obligación contractual o penal, las cuales podían ser Directas y Contrarias. Ejemplos de ellas son:
- «Actio directa»: Acciones directas eran aquellas con que contaba el acreedor, frente al deudor, desde el momento mismo de la celebración del contrato, tales como. la «actio certi» (que persigue un objeto específico, suma de dinero o cosa); la «actio ex stipulatio» (que tiene el acreedor cuando el objeto no era ni dinero, ni bienes genéricos sino que implicaba un hacer); la «actio locati» (que tiene el arrendador contra el arrendatario); la «actio commodati directa» (para lograr la restitución de la cosa dada en préstamo); la «actio depositi directa» (ara exigir al depositario la restitución de la cosa depositada); la «actio mandati directa» (para exigir al mandatario cuentas del mandato); la «actio pignoraticia directa» (para que el dueño recupere la cosa dada en prenda); la «actio negotiorum gestorum directa» (para exigir rendición de cuentas al gestor de un negocio).
- «Actio contraria»: Acciones por las cuales se pide siempre indemnización, o sea, nacen después de haberse realizado el contrato, como, la «actio fiduciae» (para la devolución de la propiedad transmitida en garantía); la «actio redhibitoria» (para rescindir el contrato por encontrase vicios ocultos en la cosa vendida); la «actio quanti minoris» (por la que el comprador exige una reducción en el precio de la cosa por no corresponder al precio real), esta última también llamada «actio estimatoria»; la «actio conducti» (para hacer cumplir las obligaciones al arrendador); la «actio commodati contraria» (para lograr el resarcimiento de los posibles daños o gastos causados por la cosa dada en comodato le hubiere causado al comodatario; la «actio depositi contraria» (para que el depositante pague los gastos del depósito); la «actio mandati contraria» (para exigir al mandante cuentas de los gastos realizados durante el mandato); la «actio pignoraticia contraria» (para que el acreedor prendario exija recuperar los daños y gastos causados por la cosa pignorada); la «actio aerviana» (que permitía al pignorante quedarse en posesión de los invecta et illata que iban a servir de garantía); la «actio quasi serviana» (extensión de la actio Serviana a otros objetos dados en prenda, también llamada hypotecaria. La «actio negotiorum gestorum contraria» (para que el gestor recupere los gastos); la «actio depensi» (para que el fiador cobre al deudor principal lo que no se le hubiera reembolsado); la «actio poenae persecutoria» (para la reparación del daño); la «actio rei persecutoria» (para recuperar la cosa perdida y sus pertenencias, la actual reipersecutoriedad); la «actio praescriptis verbis» (en situaciones en que el actor había cumplido y el demandado no), llamada también «actio civilis incerti» o «civilis in factum», típica de los contratos innominados; y la «actio doli» (acción penal que se ejercita contra quien daña con dolo).

#### Contratos nominados en el Derecho de Roma
Algunos tipos de contratos en el derecho romano eran: 
- Aestimatum. Contrato en virtud del cual una parte recibe objetos tasados con la obligación de venderlos o devolverlos después de cierto tiempo.
- Chirographum. Forma de obligarse de los peregrinos, en virtud de la cual el deudor entregaba al acreedor un recibo.
- Syngraphae. Forma literal de obligarse los peregrinos, consistente en dos copias, una en poder del acreedor y la otra en poder del deudor.
- Conventio in manum: Contrato verbis en virtud del cual la mujer al contraer nupcias entra a la familia del marido, ocupando jurídicamente el lugar de una hija.
- Depositum: Depósito. Contrato que se perfecciona con la entrega de la cosa que el depositario ha de devolver cuando el depositante la requiera.
- Depositum irregulare: Depósito de dinero o bienes fungibles.
- Dictio dotis. Contrato verbis en el que el padre, un tercero o la mujer se comprometen a constituir una dote.
- Iusiurandum liberti: Contrato verbis en virtud del cual el esclavo se compromete a prestar ciertos servicios al patrón. También llamado promissio iurata liberti.
- Locatio conductio: Arrendamiento. Una de las partes (locator) se obliga a procurara la otra (conductor) el uso y el disfrute temporal de una cosa o la prestación de determinado servicio (locatio conductio operarum) o la ejecución de una obra (locatio conductio operis), a cambio de una cantidad de dinero llamado merces.
- Mandatum: Mandato. Contrato en virtud del cual una persona (mandante) encarga a otra (mandatario) la realización gratuita de determinado acto, por cuenta o interés de aquella o tercero.
- Pignus: Prenda. El deudor, o un tercero, entregan al acreedor la posesión de una cosa, en garantía de una deuda.
- Precarium: Contrato inominado por el cual una de las partes concede el préstamo de una cosa a la otra parte, quien se lo ha solicitado especialmente (preces) la que está obligada a devolverlo a la primera solicitud.
- Societas: Sociedad. Contrato entre dos o más personas, con el fin de participar en ganancias y pérdidas.
- Stipulatio: Estipulación contrato verbal, solemne, unilateral que consiste en una pregunta seguida de una respuesta congruente.
- Transactio: Contrato inominado que consiste en un convenio extrajudicial en virtud del cual las partes se hacen concesiones para evitar los resultados del juicio posterior.

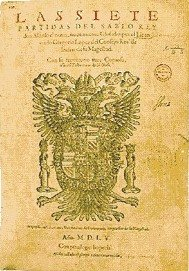
Portada de Las Siete Partidas. Edición de 1555, glosada por Gregorio López.

### Contratos tipificados en las Siete Partidas
El Código de las Siete Partidas del Rey Alfonso X (1252-1284), de Castilla, ha ejercido, durante varios siglos, una enorme influencia jurídica en el derecho contractual de España y también de la mayoría de los países hispanohablantes de América. La Partida Quinta compuesta de 15 títulos y 374 leyes, se refiere a los actos y contratos que puede el ser humano realizar o celebrar en el curso de su vida (derecho privado). Trata del contrato de mutuo, prohibiendo el cobro de intereses o «usura»; de comodato; de depósito; de donación; de compraventa, con la distinción entre título y modo de adquirir (proveniente del derecho romano); de permuta; de locación o arrendamiento; de compañía o sociedad; de estipulación o promesa; y de la fianza y los peños (hipotecas y prendas).
Se refiere, también, al pago y a la cesión de bienes. Asimismo, incluye importantes normas de derecho mercantil, referidas a los comerciantes y contratos mercantiles.

## Interpretación de los contratos
Interpretar un texto consiste en atribuir significado preciso a sus palabras. La interpretación de cualquier texto es fundamental, y especialmente lo es en materia de contratos, porque de ella depende la posterior calificación jurídica y determinación de los efectos que el ordenamiento asigna a la manifestación de la voluntad comprendida en sus términos. Tratándose de los contratos su interpretación tendrá en esencia que definir la causa, el objeto y las manifestaciones de voluntad con integración de aquello que, no siendo esencial, falte a su perfección (principio de integración del contrato). El problema de la incoherencia del contrato, en caso de discordia entre las partes, se traslada al juez, que aplicará las reglas interpretativas conforme al principio de legalidad.

### Métodos de interpretación
Existen varios métodos de interpretación que pueden variar según el código civil que rija.
Pero se observan básicamente dos corrientes, dos métodos de interpretación: el que propone analizar el texto (literalmente) y el que propone encontrar la intención común de las partes, o sea, qué fue lo que los autores quisieron decir. Varios autores entienden que llegar a conocer la voluntad común de las partes es muy complejo y aumenta la discrecionalidad del juez.

#### Teoría subjetivista
Según esta teoría, el juez debe buscar la solución basado en las intenciones que hayan tenido las partes al momento de contratar. La labor del juez consistiría, entonces, en investigar estas intenciones. Es la opción que siguen, entre otros, el Código Civil chileno (art. 1560) y el español (arts. 1281 y 1286).

#### Teoría objetivista
El juez debe evaluar los datos objetivos que emanan del acuerdo para precisar cual fue la intención común de las partes. Es la opción que siguen, por ejemplo, el Código Civil francés y el de la Ciudad de México.

### Pautas para la interpretación de expresiones ambiguas
Las cláusulas susceptibles de dos sentidos, en uno resultase la validez, y en el otro la nulidad del acto, deben entenderse en el primero.
Las cláusulas equívocas o ambiguas deben interpretarse por medio de los términos claros y precisos empleados en otra parte del mismo escrito. 
Los hechos de los contrayentes, posteriores al contrato, que tengan relación con lo que se discute, servirán para explicar la intención de las partes al tiempo de celebrar el contrato.
Las cláusulas ambiguas se interpretan por lo que es de uso y costumbre en el lugar del contrato.

### Interpretación a favor del deudor
Las cláusulas ambiguas deben interpretarse a favor del deudor (favor debitoris). Pero las cláusulas ambiguas, u oscuras, que hayan sido extendidas o dictadas por una de las partes, sea acreedora o deudora, se interpretarán contra ella, siempre que la ambigüedad provenga de su falta de explicación. Lo anterior, recoge una antigua regla romana (interpretatio contra stipulator), su fundamento se encuentra en el principio de la responsabilidad, que impone la carga de hablar claro. Así la oscuridad del pacto debe perjudicar al declarante. La generalidad de las leyes de defensa del consumidor establecen que ante la duda debe interpretarse a favor del consumidor.

### Teoría de la imprevisión
La teoría de la imprevisión también se aplica a los contratos, en caso de que, por cambios radicales en las condiciones económicas generales, la satisfacción del contrato se le haga en exceso gravosa, y deban ajustarse las condiciones del contrato para que se asemejen a lo que las partes tuvieron en mente originalmente.

## Formación del contrato
Se trata aquí de analizar aquellos actos, causas, hechos, requisitos y formas que, instantánea o sucesivamente, han de confluir para la perfección y cumplimiento del contrato.

### Acuerdo de voluntades
El contrato necesita de la manifestación inequívoca de la voluntad de las partes que conformarán el acto jurídico. Así, cuando las partes contratantes expresan su voluntad en el momento que se forma el contrato, se denomina entre presentes. Cuando la manifestación de la voluntad se da en momentos diferentes, se denomina entre ausentes. La distinción es importante para poder determinar con exactitud el momento en que el contrato entra en la vida jurídica de los contratantes. El contrato entre presentes entrará en vigencia en el momento de la manifestación simultánea de la voluntad, mientras que el contrato entre ausentes solamente hasta que el último contratante haya dado su manifestación.

### Oferta y aceptación
- La oferta es una manifestación unilateral de voluntad, dirigida a otro. El ejemplo clásico es el del comercio minorista que ofrece sus productos a cualquiera, a un precio determinado. La oferta es obligatoria, es decir, una vez emitida, el proponente no puede modificarla en el momento de la aceptación del sujeto interesado.
- La aceptación de la oferta debe ser explícita, de modo que el otro contratante debe mostrar su consentimiento expreso o tácito, de manera que indique su inequívoca intención de aceptar la oferta y adherirse a las condiciones del oferente.

La vigencia obligatoria de la oferta varía en los distintos ordenamientos jurídicos. Para algunos, el oferente puede variar la oferta mientras ésta no haya sido aceptada; en cambio en otros la oferta debe mantenerse intacta por todo el período que, usual o legalmente, se reconozca al contratante para aceptarla.

### Aceptación en el contrato entre ausentes/distantes
Existen diversas teorías respecto al momento en que un contrato despliega sus efectos jurídicos cuando se trata de partes distanciadas físicamente entre sí. Confluyen diversas teorías: 
- Teoría de la emisión: Entiende que la oferta es aceptada en el momento en que se produce la aceptación del aceptante.
- Teoría de la remisión (o expedición): La aceptación se produce en el momento en que se acepta y se da remisión de dicha aceptación al oferente.
- Teoría de la recepción: La aceptación se produciría en este caso tras la aceptación, remisión y llegada de esta última al ámbito donde el oferente realiza su actividad (empresa, domicilio, etc).
- Teoría del conocimiento: Exige aceptación, remisión, llegada al ámbito y, además, conocimiento de ello. La doctrina española se inclina por la teoría de la recepción, pese a que la del conocimiento sea más estricta (véase jurisprudencia al respecto, o la Ley de Contratación Automática).

### Etapa precontractual
El precontrato tiene como fin la preparación de un contrato futuro. Pueden identificarse tres diferentes tipos de precontrato:
- El pacto de contrahendo. Las personas se obligan entre sí para llevar a cabo negociaciones que den como resultado un contrato futuro. No pueden romper las negociaciones arbitrariamente sin incurrir en responsabilidad contractual.
- La promesa unilateral aceptada. Un sujeto presenta una oferta para un contrato futuro a otro sujeto, quien asiente en estudiarla y decidir si la acepta o rechaza. El oferente conviene en no retirar la oferta durante un determinado plazo. Únicamente el oferente está obligado en este pacto. Las propuesta comerciales son un ejemplo típico de este tipo de precontrato, en donde la empresa oferente se compromete a mantener la oferta intacta por un periodo determinado, por ejemplo, 30 días.
- La promesa bilateral o recíproca.

## Elementos del contrato
El contrato tiene todos los elementos y requisitos propios de un acto jurídico que son los elementos personales, elementos reales y elementos formales.

### Elementos esenciales
Básicamente son tres, aquellos requisitos que, en casi todos los sistemas jurídicos, exigen las leyes, para alcanzar la eficacia del contrato: consentimiento, objeto y causa.

#### Consentimiento
Es el elemento volitivo, el querer interno, la voluntad que, manifestada bajo el consentimiento, produce efectos en derecho. La perfección del contrato exige que el consentimiento sea prestado libremente por todas las partes intervinientes, por razón o efecto del principio de relatividad de los contratos. La voluntad se exterioriza por la concurrencia sucesiva de la oferta y de la aceptación, en relación con la cosa y la causa que han de constituir el contrato. Será nulo el consentimiento viciado, por haber sido prestado por error, con violencia o intimidación, o dolo, o por sujeto ajeno al objeto del contrato.

##### Los vicios del consentimiento
La ausencia de vicios en el consentimiento es imprescindible para la validez y eficacia del contrato, a cuyo fin se requiere que la voluntad no esté presionada por factores externos que modifiquen la verdadera intención. Los más destacados vicios del consentimiento se encuentran: (a) el error, (b) la violencia y (c) el dolo.
- (a) El error: Cuando versa el error, existe una equivocación sobre el objeto del contrato, o sobre alguno de sus aspectos esenciales. El error es motivo de nulidad del contrato cuando recae sobre la naturaleza del contrato (quería hacer un arrendamiento e hizo una compraventa), sobre la identidad del objeto, o sobre las cualidades específicas de la cosa.

El error no debe ser de mala fe, porque de lo contrario, se convierte en dolo.
- (b) La fuerza o violencia: En la violencia se ejerce una fuerza irresistible que causa un grave temor a una de las partes del contrato, o que una de las partes haya abusado de la debilidad de la otra. La amenaza de acudir ante una autoridad judicial para reclamar un derecho no es coacción, a no ser que se amenace abusivamente de este derecho.

- (c) El dolo: Todo medio artificioso, fraudulento o contrario a la buena fe, empleado con el propósito de engañar, o confundir, para inducir a una persona a consentir un contrato que, de haber conocido la verdad, no lo hubiera aceptado, es considerado dolo. La víctima del dolo puede mantener el contrato y reclamar daños y perjuicios.

#### Objeto
Pueden ser objeto de contratos todas las cosas que no estén fuera del comercio de los hombres, aún las cosas futuras. Pueden ser igualmente objeto de contrato todos los servicios que no sean contrarios a las leyes, a la moral, a las buenas costumbres o al orden público.

#### Causa
Normalmente, la normativa civil de los ordenamientos jurídicos exige que haya una causa justa para el nacimiento de los actos jurídicos. La causa es el motivo determinante que llevó a las partes a celebrar el contrato.
Un contrato no tiene causa cuando las manifestaciones de voluntad no se corresponden con la función social que debe cumplir, tampoco cuando se simula o se finge una causa. El contrato debe tener causa y ésta ha de ser existente, verdadera y lícita.
- Causa fuente: es el origen o hecho jurídico generador de obligaciones o de un acto jurídico.
- Causa fin: es el propósito o finalidad perseguida por las partes al llevar a cabo el acto o negocio jurídico.

El problema de la causa gira en torno a la 'causa fin'. Ha habido discrepancias y debates que aún permanecen activos acerca de si debía considerarse a la causa fin como un elemento esencial de los actos jurídicos. Al parecer por la redacción del Art. 944 del CC debería ser. Para quienes consideran que la causa fin no debe ser parte de los elementos esenciales del acto jurídico expresan que ésta se confunde con su objeto o con su consentimiento. Afirma esta postura que los elementos esenciales del negocio son: sujeto, objeto y forma. Pero para quienes consideran que la causa fin es parte del negocio jurídico distinguen:
- El objeto: como la materia sobre la cual versa el acto jurídico o sea los hechos, las cosas (cosas comercializables, servicios a ser prestados, actuales o futuros: con lo que se va a hacer) y;
- La causa: como la finalidad tenida en cuenta o en miras por las partes al celebrar el negocio (origen o hecho jurídico generador de obligaciones: lo que se quiere hacer y a quien se obligará).

##### Teoría de la Causa
- Dificultad de la materia.
- Aparición del problema de la causa en el campo del derecho.

##### La doctrina causalista de Domat y Pothier
Jean Domat fue el primero que desarrolló la teoría causalista de las obligaciones, este sostenía que la causa de las obligaciones residía en la contraprestación que ejercía una persona con relación a otra. Su doctrina fue seguida y difundida por su discípulo Robert-Joseph Pothier, y que luego fue recogido por el Código Civil Francés de 1804. Estos causalistas distinguieron los contratos sinalagmáticos de los contratos reales, unilaterales y los de títulos gratuitos. Domat y Pothier exigían como elemento para la validez de un contrato «una causa licita en la obligación».

##### El anticausalismo de Ernst, Laurent, Planiol y los grandes civilistas europeos
Cuando estaba en su apogeo la doctrina francesa del causalismo, en 1826 aparece un ensayo del belga A.-N.-J. Ernst, titulado «Es la causa un elemento esencial de la obligación contractual». Su idea se concreta en la siguiente hipótesis: «Si la causa en los contratos a título oneroso es lo que cada una de las partes debe respectivamente a la otra, se confunde con el objeto de la convención, y por lo tanto, de nada le sirve hacer de una sola y misma cosa dos elementos distintos y exigir cuatro condiciones: voluntad, capacidad, objeto y causa, cuando en realidad solo existen tres. Si en los contratos a título gratuito la causa reside en la libertad del benefactor, tampoco es cierto que ésta sea por sí misma una condición exterior de la existencia de tales contratos. No puede separarse un sentimiento que anima a la donante de la voluntad que expresa, para hacer de ella un elemento del contrato.
Planiol afirma que: «La causa es falsa e inútil». Es falsa porque si se dice que en los contratos bilaterales la causa de la obligación de una de las partes es la prestación de la otra, olvida que la prestación y la obligación nacen al mismo tiempo y no es posible que una cosa sea causa de la otra. A estas teorías se han volcado la mayoría de los causalistas franceses y europeos.

##### La reacción neocausalista de Henri Capitant, Maury y Josserand
A fines del siglo XIX y comienzos del XX han aparecido neocausalistas. Efectivamente, Henri Capitant, Jacques Maury y Louis Josserand han revivido las teorías de Domat y Pothier. Los neocausalistas eran objetivistas, sostenían que el elemento causa es esencialmente un factor psicológico, conciben la causa como el fin concreto, el propósito, el interés que induce a las partes a contratar, el fin inmediato y determinante que han tenido en mira. No existe una voluntad sin un interés. Los códigos modernos han suprimido la causa en sus legislaciones, otros en cambio lo han incorporado, pero existen un marcado interés en suprimirla de los códigos actuales.

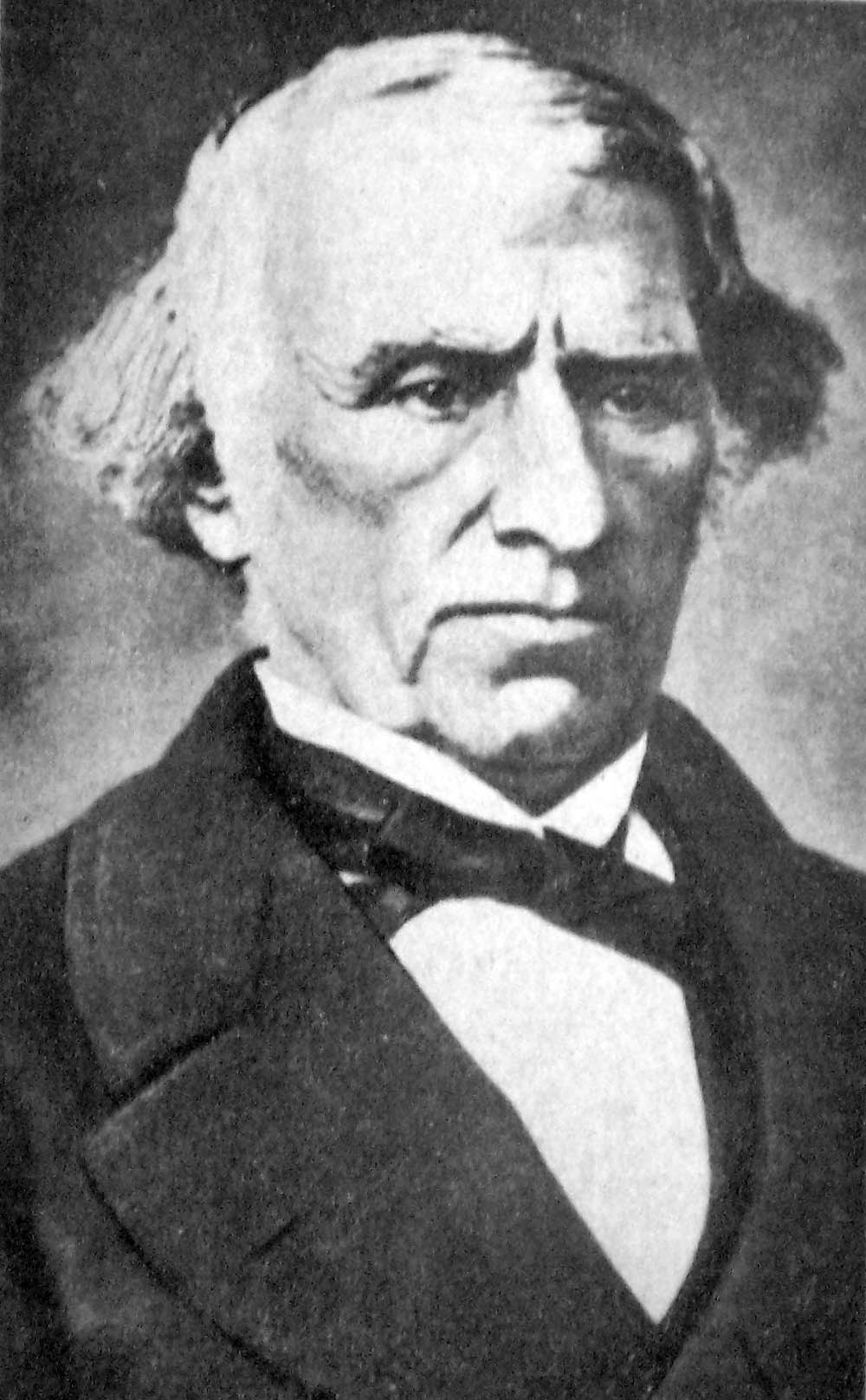
Dalmacio Vélez Sársfield

##### La causa en el reciente Código Civil (Argentina)
En líneas generales podemos afirmar el Código Civil argentino alude a la causa, en su art. 417, cuando dispone que: Las obligaciones derivan de alguna de las fuentes establecidas por la ley. Como se podrá apreciar, en este artículo se halla incorporado una noción causalista de las obligaciones. Ahora bien, cuando hablamos de la causa en el nuevo código se puede decir que prácticamente no ha variado nada en relación con su antecesor, nos referimos al código de Vélez Sarfield.

### Elementos personales
Los sujetos del contrato pueden ser personas naturales (físicas) o jurídicas, con la capacidad de obrar en derecho, necesaria para obligarse. En este sentido pues, la capacidad en derecho se subdivide en capacidad de goce (la aptitud jurídica para ser titular de derechos subjetivos, comúnmente denominada también como capacidad jurídica) y capacidad de ejercicio o de obrar activa o pasiva (aptitud jurídica para ejercer derechos y contraer obligaciones sin asistencia ni representación de terceros, denominada también como capacidad de actuar).

### Elementos reales
Integran las denominadas prestación y contraprestación, o sea, la cosa o el servicio objeto del contrato, por un lado, y la entrega a cambio de ello de una suma de dinero, u otro acuerdo, por otro.

### Elementos formales
La forma es el conjunto de signos mediante los cuales se manifiesta el consentimiento de las partes en la celebración de un contrato. En algunos contratos es posible que se exija una forma específica de celebración. Por ejemplo, puede ser necesaria la forma escrita, la firma ante notario o ante notario y ante testigos, etcétera. En el caso de la forma escrita, el documento puede incluir las siguientes secciones: antecedentes o considerandos, declaraciones y cláusulas.

### Elementos accidentales
Son aquellos que las partes establecen por cláusulas especiales, que no sean contrarias a la ley, la moral, las buenas costumbres, o el orden público. Por ejemplo: el plazo, la condición, el modo, la solidaridad, la indivisibilidad, la representación, etc. 
En consonancia con la autonomía de la voluntad, los contratantes pueden establecer los pactos, cláusulas y condiciones que tengan por convenientes, siempre que no sean contrarios a la ley, la moral, los buenos usos y costumbres, o el orden público.

## Forma de los contratos
La forma puede ser determinante, a veces, de la validez y eficacia de los contratos. Los contratos pueden ser verbales o escritos; verbales, si su contenido se conserva solo en la memoria de los intervinientes, o escritos, si su contenido se ha transformado en texto gramatical reflejado o grabado en soporte permanente y duradero (papel, cinta magnética visual o sonora, CD, DVD, PD, etc.) que permita su lectura y exacta reproducción posterior. 
Los contratos que tienen forma electrónica o digital (aquellos que no son firmados en papel) tiene igual validez que cualquier otro contrato según lo indica La Ley Modelo de la CNUDMI sobre comercio electrónico en sus artículos 5 y 11.
Los contratos escritos pueden además ser solemnes o no, dependiendo de si deben formalizarse en escritura pública notarial, e incluso si la ley exige su inscripción en algún tipo de registro público (Registro de la propiedad, Registro mercantil, Registro de cooperativas, Registro de entidades urbanísticas colaboradoras, etc.). En los denominados contratos reales, la perfección de su forma exige además la entrega de la cosa (por ejemplo el préstamo, aunque se recoja en escritura pública, este no nace si no se entrega el capital prestado en el acto de la suscripción del contrato).

## Tamaño de letra de los contratos
En algunos Estados de la Unión Europea existe una regulación sobre el tamaño de letra de los contratos con consumidores (e.g. España, Francia, Portugal).
El tamaño de letra de los contratos es un requisito de validez que se incardina dentro de la accesibilidad y legibilidad de las condiciones generales de contratación con consumidores. En España se regula en el artículo 80.1.b) del Texto Refundido de la Ley General de Consumidores y Usuarios. Si la letra no tiene el tamaño mínimo legal establecido, el contrato o la condición general sin el tamaño legal es nula o no hay la denominada «incorporación» de la condición general.
El tamaño de letra de los contratos se regula habitualmente en Punto tipográfico y/o en milímetros. Para entender la equivalencia, la convención es que un 1 Punto tipográfico equivale a 0.3527mm. En España el tamaño de letra del contrato no podrá ser inferior a 2,5 milímetros (equivalente a un tamaño 7 en Punto tipográfico, según la equivalencia 1 Punto tipográfico = 0.3527mm) desde el 1 de junio de 2022; hasta la llegada de esa fecha, el tamaño de letra mínimo son 1.5 milímetros.

## Clasificación de los contratos
Citamos, a continuación, las clases más comunes, sobre las cuales la doctrina es coincidente, y que son:

### Contratos unilaterales y bilaterales
- Contrato unilateral: es un acuerdo de voluntades que engendra obligaciones solo para una parte.
- Contrato bilateral: es el acuerdo de voluntades que da nacimiento a obligaciones para ambas partes.
- Contrato multi-partes: es el acuerdo de voluntades que da nacimiento a contratos entre dos o más partes (ej.: en el Código Civil de Colombia, Art. 507. Definición de Cuentas en Participación. La participación es un contrato por el cual dos o más personas... ommisis.), por el cual se asume como multi-partes.

Importancia de la clasificación
- Cuando en un contrato unilateral existen obligaciones que impliquen la transferencia de una cosa, si esta se destruye por caso fortuito o fuerza mayor es necesario poder establecer quién debe de sufrir la pérdida. La cosa siempre perece para el acreedor (en los contratos traslativos de dominio el acreedor es el dueño; mientras en los contratos traslativos de uso, el acreedor a la restitución es el dueño y la cosa perece para él). Si el contrato fuere bilateral no habría posibilidad de plantear el problema, porque esta cuestión supone que siendo las obligaciones recíprocas, una parte no cumple entregando la cosa, por un caso de fuerza mayor y en atención a esto la otra parte debe cumplir, ya que no es imputable el incumplimiento del deudor.
- La excepción de contrato no cumplido (exceptio non adimpleti). En todas contratos bilaterales, que generan obligaciones recíprocas, cuando una parte no cumple o se allana a cumplir, carece de derecho para exigir a la otra el cumplimiento de su obligación, y si a pesar de ello pretendiera exigir judicialmente el cumplimiento por una demanda, el demandado le opondrá la excepción de contrato no cumplido (principio «la mora purga la mora»). La exceptio non adimpleti no puede presentarse en los contratos unilaterales, por una sencilla razón de que en ellos solo una de las partes está obligada, y si no cumple, la otra podrá judicialmente exigir ese cumplimiento, sin que pueda oponérsele dicha excepción, ya que no tiene por su parte ninguna obligación que realizar.

### Contratos onerosos y gratuitos
- Contrato oneroso: es aquel en el que existen beneficios y gravámenes recíprocos, en este hay un sacrificio equivalente que realizan las partes (equivalencia en las prestaciones recíprocas); por ejemplo, la compraventa, porque el vendedor recibe el provecho del precio y a la vez entrega la cosa, y viceversa, el comprador recibe el provecho de recibir la cosa y el gravamen de pagar.
- Contrato gratuito: solo tiene por objeto la utilidad de una de las dos partes, sufriendo la otra el gravamen. Es gratuito, por tanto, aquel contrato en el que el provecho es para una sola de las partes, como por ejemplo el comodato.

### Contratos conmutativos y aleatorios
Esta clasificación solo aplica en los contratos bilaterales.
- Contrato conmutativo: es aquel contrato en el cual las prestaciones que se deben las partes son ciertas desde el momento que se celebra el acto jurídico, un ejemplo muy claro es el contrato de compraventa de una casa.
- Contratos aleatorio: es aquel que surge cuando la prestación depende de un acontecimiento futuro e incierto y al momento de contratar, no se saben las ganancias o pérdidas hasta el momento que se realice este acontecimiento futuro. Ejemplos son el contrato de compraventa de cosecha llamado de «esperanza», apuestas, juegos, etc.

Entre las características comunes de los contratos aleatorios destacan:
- La incertidumbre sobre la existencia de un hecho, como en la apuesta, o bien sobre el tiempo de la realización de ese hecho (cuándo).
- La oposición y no solo la interdependencia de las prestaciones, porque cuando la incertidumbre cesa, forzosamente una de las partes gana y la otra pierde, y, además, la medida de la ganancia de una de las partes es la medida de la pérdida de la otra.

Es importante señalar que el Diccionario de la lengua española, define al término aleatorio, del latín aleatorius el cual significa, propio del juego de dados, adj. Perteneciente o relativo al juego de azar.

### Contratos principales y accesorios
- Contrato principal: es aquel que existe por sí mismo, en tanto que los accesorios son los que dependen de un contrato principal. Los accesorios siguen la suerte de lo principal porque la nulidad o la inexistencia de los primeros origina a su vez, la nulidad o la inexistencia del contrato accesorio.
- Contratos accesorios: son también llamados «de garantía», porque generalmente se constituyen para garantizar el cumplimiento de una obligación que se reputa principal, y de esta forma de garantía puede ser personal, como la fianza, en que una persona se obliga a pagar por el deudor, si este no lo hace; o real, como el de hipoteca, el de prenda, en que se constituye un derecho real sobre un bien enajenable, para garantizar el cumplimiento de una obligación y su preferencia en el pago.

La regla de que lo accesorio sigue la suerte de lo principal, sufre en ciertos casos excepciones, porque no podría existir el contrato accesorio, sin que previamente no se constituyese el principal; sin embargo, el Derecho nos presenta casos que puede haber fianza, prenda o hipoteca, sin que haya todavía una obligación principal, como ocurre cuando se garantizan obligaciones futuras o condicionales.

### Contratos instantáneos y de tracto sucesivo
- Contratos instantáneos, o de tracto único, son aquellos que se cumplen en el mismo momento en que se celebran, es decir, su cumplimiento se lleva a cabo en un solo acto.
- Contrato de Tracto Sucesivo: es aquel en que el cumplimiento de las prestaciones se realiza en un periodo determinado, y que, por deseo de las partes se puede extender para satisfacer sus necesidades primordiales y estos términos pueden ser: 
  - (a)Ejecución continuada: ejecución única pero sin interrupción.
  - (b)Ejecución periódica: varias prestaciones que se ejecutan en fechas establecidas.
  - (c) Ejecución intermitente: se da cuando lo solicita la otra parte.

Características de las ejecuciones son: La ejecución es autónoma de las demás, por lo que cada acto es autónomo. Existe una retroactividad por cada acto jurídico que se realice. Si se presenta un elemento antijurídico, lo que procede es anular alguna prestación ya realizada.

### Contrato consensual y real
- Contrato consensual: por regla general, el consentimiento de las partes basta para formar el contrato; las obligaciones nacen tan pronto como las partes se han puesto de acuerdo. El consentimiento de las partes puede manifestarse de cualquier manera. No obstante, es necesario que la voluntad de contratar revista una forma particular, que permita por medio de ella conocer su existencia. No es la simple coexistencia de dos voluntades internas lo que constituye el contrato; es necesario que éstas se manifiesten al exterior.
- Contrato real: queda concluido desde el momento en que una de las partes haya hecho a la otra la tradición o entrega de la cosa sobre la que versare el contrato.

### Contrato formal, solemne o no solemne, y no formal
- Contrato formal: es aquel en que la ley ordena que el consentimiento se manifieste por determinado medio para que el contrato sea válido. En la legislación se acepta un sistema ecléctico o mixto respecto a las formalidades, porque en principio, se considera que el contrato es consensual, y solo cuando el legislador imponga determinada formalidad debe cumplirse con ella, porque de lo contrario el acto estará afectado de nulidad. Por ejemplo la compraventa de inmuebles que debe otorgarse por escritura pública.
- Contrato formal solemne: es aquel que además de la manifestación del consentimiento por un medio específico, requiere de determinados ritos estipulados por la ley para producir sus efectos propios. Vg. Matrimonio y divorcio
  - Las formalidades serán ad probationem cuando deben ser realizadas con fin de poder demostrar la celebración de un acto; por lo general consiste en realizar el acto ante notario o funcionario público al efecto.
  - Las formalidades serán ad solemnitatem cuando la voluntad de las partes, por exigencia legal requiere una formalidad particular sin la cual el contrato no tiene eficacia jurídica.

La distinción entre contratos formales y solemnes estriba en lo referente a la sanción. La falta de forma origina la nulidad relativa, o en su defecto la inoponibilidad ante terceros; la falta de solemnidad ocasiona la inexistencia.

### Contrato privado y público
Esta clasificación atiende a diversos criterios:
(1) De acuerdo a la publicidad o intervención profesional en el contrato:
- Contrato privado: es el realizado por las personas intervinientes en un contrato con o sin asesoramiento profesional. Tendrá el mismo valor que la escritura pública entre las personas que los suscriben y sus causahabientes
- Contrato público: son los contratos autorizados por los funcionarios o empleados públicos, siempre dentro del ámbito de sus competencias, tiene una mejor condición probatoria. Los documentos notariales son los que tienen una mayor importancia y dentro de ellos principalmente las escrituras públicas.

(2) De acuerdo a la calidad de los sujetos intervinientes:
- Contrato privado: es el realizado entre personas naturales o jurídicas, sean públicas o privadas, en las que existe una relativa igualdad contractual, no existiendo potestades que uno pueda imponer al otro.
- Contrato público o administrativo: es el celebrado entre el Estado o un organismo público y una persona natural o jurídica, en donde el primero de ellos mantiene una serie de potestades sobre el segundo, llamadas exorbitantes, que colocan a este en subordinación a aquel.

(3)  Por su publicidad:
- Públicos: cuando son realizados bajo la autoridad de notarios o jueces.
- Privados: son los contratos otorgados por las partes contratantes sin la autorización o la existencia de fedatario público, aunque pueden contar con la presencia de testigos.

### Contrato nominado o típico e innominado o atípico
- Contrato nominado o típico: es aquel contrato que se encuentra previsto y regulado en la ley. Por ello, en ausencia de acuerdo entre las partes, existen normas dispositivas a las que acudir. (Compraventa, arrendamientos...)
- Contrato innominado o atípico: es aquel para el que la ley no tiene previsto un nombre específico, debido a que sus características no se encuentran reguladas por ella. Puede ser un híbrido entre varios contratos o incluso uno completamente nuevo. Para completar las lagunas del derecho o situaciones no previstas por las partes en el contrato, es necesario acudir a la regulación de contratos similares o análogos.

Es importante mencionar que los contratos innominados no son los que no están previstos por el código civil, porque todos los contratos lo están; simplemente son los que no están expresamente definidos en sus artículos aunque, sin perjuicio de que las partes los definan expresamente en el momento de contratar, en el marco de su autonomía de la voluntad.

### Contratos determinados únicamente en su género
Son aquellos en los que solo se hace mención a la cantidad y calidad del objeto del contrato, por ej.: La venta de 100 toneladas métricas de soya. Como se puede observar no se está indicando qué soya se vende; en este caso debe presumirse que la calidad es de término medio.

## Principales tipologías de contratos
Es ilimitado el número de modalidades de contratos que puede ofrecer un sistema jurídico que cuente con libertad de contratación, como casi infinitos son los derechos y obligaciones que pueden crear las partes, incluyendo el hacerlo de manera pura y simple, o sometida a alguna modalidad. Sin embargo, la legislación civil de la mayoría de los países ha regulado los más importantes de estos, bien sea en sus respectivos códigos civiles, o bien en leyes especiales, creando un sistema de contratos típicos o nominados, cuya regulación esencial consta en la leyes y se halla sustraída a las partes del contrato, con fines de seguridad, protección y equilibrio entre los eventuales sujetos. La «tipicidad de los contratos» se hace efectiva mediante el «principio de integración del contrato», aplicado bien con arreglo a la formulación que las partes hubieren atribuido a su contrato, o bien conforme se deduzca del contenido de las cláusulas del texto, si fueren oscuros los términos en que el contrato se hubiese formulado por las partes.
| - Acuerdo prenupcial (Capitulaciones matrimoniales) - Apertura de Crédito - Arrendamiento financiero (leasing) - Buena fe registral - Agencia - Anticresis - Arras - Arrendamiento - Carta de patrocinio - Comisión - Comodato - Compraventa - Concesión - Depósito - Distribución - Donación - Edición - Empresa conjunta o joint venture - Enfiteusis - Contrato de mandato - Factoraje (Factoring) - Fianza - Franquicia (Franchishing) | - Hipoteca - Matrimonio - Mutuo (préstamo o crédito de consumo) - Opción - Contrato de Obra - Permuta - Prenda - Promesa (Precontrato o promesa de contrato) - Prestación de servicios - Representación - Renting - Seguro - Sociedad - Suministro - Transferencia de tecnología (Know-how) - Contrato de transición (bridging agreement) - Transporte - Trabajo (individual) - Trabajo (colectivo) |

## Regulación por países
| País                 | Código Civil                        | Código de Comercio | Otras Leyes | Notas              |
| -------------------- | ----------------------------------- | --- | --- | ------------------ |
| Argentina            | Libro II, Sección III               | | Ley de Defensa del Consumidor (24.240) | --                 |
| Bolivia              | Libro III, Parte II, Títulos I y II | | -- |                    |
| Colombia             |                                     | https://web.archive.org/web/20131212043737/http://www.secretariasenado.gov.co/senado/basedoc/codigo/codigo_comercio.html | | -- cod com art 864 |
| Chile                | Libro IV                            | Libro II | Ley de Protección de los Derechos de los Consumidores | --                 |
| Costa Rica           | Libro IV                            | | | --                 |
| Cuba                 | Libro III                           | | | --                 |
| Ecuador              | Títulos XXII a XXXI                 | | | --                 |
| El Salvador          | Libro IV                            | | | --                 |
| España               | Libro IV, Título II                 | Libro I, Título IV y Libro II                                                                                            | - Ley 7/1998 sobre Condiciones Generales de la Contratación - Ley 34/2002, de 11 de julio, de Servicios de la Sociedad de la Información y de Comercio Electrónico Título IV - Ley 30/2007, de 30 de octubre, de Contratos del Sector Público | --                 |
| Honduras             |                                     | | | --                 |
| México               | Libro IV, Primera parte, Título I   | | | --                 |
| Nicaragua            | Libro III, Título I, Capítulo X     | | | --                 |
| Panamá               |                                     | Libro I, Título XVIII, Capítulo I                                                                                        | | --                 |
| Paraguay             | Libro III                           | | | --                 |
| Perú                 | Libro VII                           | | | --                 |
| Puerto Rico          | Artículos 1206 a 1786               | | | --                 |
| República Dominicana | Artículos 1101 y siguientes         | | | --                 |
| Uruguay              | Libro IV, Parte II                  | | Ley de Relaciones de Consumo (Ley N.º 17.250) | --                 |
| Venezuela            | Título III, Capítulo I, Sección I   | | | --                 |

Nota: solo se mencionan los cuerpos legales más relevantes.

## Efectos de los contratos

### Efectos entre las partes
«El contrato es ley entre las partes» es una expresión común (contractus lex). Sin embargo, esto no significa que los contratos tienen un poder equivalente al de las leyes. Los preceptos fundamentales nacidos de los contratos, que los intervinientes deben observar serán los siguientes:
Las partes deben ajustarse a las condiciones estipuladas en el contrato (principio de literalidad).
Las condiciones y los efectos del contrato solo tienen efecto entre las partes que aceptaron el contrato, y sus causahabientes (principio de relatividad del contrato).
Los pactos contenidos en los contratos deben ejecutarse en los términos que fueron suscritos.
Las estipulaciones de los contratos típicos, que fueran contrarias a la ley, se tienen por no puestas. 
Las disposiciones legales reconocen al contrato como fuente de obligaciones. Las obligaciones contractuales son obligaciones civiles, por lo que el acreedor puede exigir del deudor la satisfacción de la deuda según lo pactado. En caso de que el cumplimiento del objeto de la obligación no sea posible, por equivalencia, el acreedor puede demandar la indemnización de daños y perjuicios. Una vez que un contrato ha nacido válidamente, se convierte en irrenunciable, y las obligaciones originadas por el contrato válido no se pueden modificar unilateralmente.

### Efectos respecto de terceros
En principio, los contratos solo tienen efectos entre las partes que lo forman. Sin embargo, hay contratos que sí surten efectos sobre terceros. Un tercero es un sujeto que no participó en la formación del vínculo contractual, y que por lo tanto, no hizo manifestación de voluntad sobre el contrato. Incluso, puede ser que el tercero ni siquiera supiera de la existencia del convenio.

#### Terceros involucrados forzosamente
(a) Efectos respecto de los causahabientes.- La afirmación de que los contratos vinculan a los herederos dependerá fundamentalmente de la noción de sucesión que se maneje en el sistema jurídico en que se emite la opinión. Así, en sistemas jurídicos como el costarricense y el peruano, no opera la confusión de patrimonios, esto es, el patrimonio hereditario responde de las obligaciones del difunto y no el patrimonio de los herederos. En cambio, en sistemas jurídicos como el italiano se produce la confusión de patrimonios, por  lo que los herederos responden incluso con su propio patrimonio de las obligaciones de su causante (salvo que acepten con beneficio de inventario, si es que tal opción existe).
La nulidad de los contratos del causante posterior a la sucesión afectan a los causahabientes, pues pueden verse en la situación de tener que restituir a terceros. Adicionalmente, los causahabientes a título particular se verán afectados por las restricciones que haya impuesto el causante, por ejemplo, una hipoteca, una servidumbre o un derecho de usufructo a favor de otro. 
(b) Efectos respecto de los acreedores quirografarios.- Cualquier contrato del deudor que afecte su patrimonio implica una consecuencia para la garantía del acreedor quirografario. Para protegerlo se ha establecido la acción oblicua y la acción pauliana, sin embargo, cada una de ellas puede ser invocada solamente bajo ciertas condiciones. A saber, la acción oblicua solamente la puede ejercer el acreedor por la inacción del deudor en la protección de su propio patrimonio, y la acción pauliana solamente se puede ejercer sobre un deudor que se encuentre en estado de insolvencia. 
(c) Efectos respecto de los penitus extranei.- Los penitus extranei son todas aquellas personas ajenas a una relación contractual. Aun así, los efectos de los contratos son oponibles ante estos terceros, pues no pueden alegar desconocimiento del acto jurídico y sus efectos, como sería en el caso de derecho reales o personales inscritos en un registro público con eficacia jurídica, capitulaciones matrimoniales, y las inscripciones de sociedades civiles o mercantiles.

#### Terceros involucrados voluntariamente por las partes
En principio, no pueden asignarse obligaciones a sujetos que no hayan participado y consentido en la formación del vínculo jurídico. Pero diferente es el caso de la constitución de beneficios a nombre de terceros.

## Garantía
Usados como método para obtener seguridad jurídica, en sentido genérico, la garantía es una de las consecuencias de los contratos, en especial de los traslativos onerosos, en tanto que su existencia atribuye a las partes la facultad indubitada para adquirir, ocupar, exigir o mantener el derecho real o personal transmitido, esgrimible tanto frente a la persona que lo ha transmitido, como frente a terceros, que por ello deben cesar en las persecuciones al mismo objeto del contrato, de modo que, en su virtud, el sujeto pueda persistir en goce pacífico del beneficio, o del patrimonio, obtenido por medio del contrato.
La prueba más ostensible del sistema de protección del contrato lo hallamos en el «saneamiento por evicción» y el «saneamiento por vicios ocultos» al que legalmente se hallan sujetos los transmitentes en un contrato, se origina un punto de protección con el que se propicia que en caso de que el adquiriente sea despojado del objeto por acción reivindicatoria de un sujeto con mejor título de derecho (reipersecutoriedad), entra en juego la «garantía por evicción» y el enajenante debe devolverle no solamente el valor de la cosa, sino también los gastos legales del contrato y de la acción emprendida de contrario, en su caso. Del mismo modo ocurre con los «vicios ocultos» del bien transmitido. De modo que, una cosa es la «garantía de los contratos» y otra son los «contratos de garantía». Estos últimos en sí contienen las dos virtudes, es decir, son garantía genérica de su contenido para los sujetos que los han suscrito y además contienen como parte de su objeto, el mérito de asegurar el cumplimiento de otro contrato u obligación distinta. Ejemplo de estos últimos son los contratos de aval, comfort letter, stand-by letter, fianza, prenda, hipoteca, anticresis, seguro, etc.

## Perfección de la efectividad en el pago
Los principales elementos que concurren en un contrato de título oneroso son
1. La consolidación de la deuda. El contrato en sí mismo.
2. La consolidación del instrumento de pago o de su efectivo ejercicio. Los elementos ejecutivos tangibles que dan a su valor residual exigible.

Caso contrario, se establece la duda razonable acerca del cumplimento efectivo del contrato, donde el acreedor es quien posee la carga de la prueba.
En la acción práctica del pago del deudor, es una función exclusiva y obligada por el acreedor dar fe de que el pago se ha realizado o se encuentra al corriente de pago, pero este jamás puede constituirse en juez y parte iudex et iudices ya que resulta ab absurdo esta posición, porque nunca puede decidir de manera imparcial como consecuencia de su propio interés. No puede ser el mismo acreedor quien determine la posición del deudor, situación que define un testis unus, testis nullus [testimonio único, testimonio nulo].
A título de ejemplo es el caso de cuando una entidad siendo parte del contrato a su vez resulta Juez en la determinación del pago.

### Perfecta consolidación de deuda y pago
Existen dos fórmulas para evitar que el acreedor sea juez y parte, no cometiendo mácula de parcialidad, y a su vez pueda demostrar la existencia de su posición acreedora de una deuda total o parcial en el contrato suscrito
1. La imperativa mediación de un tercero, quien recibe los pagos del deudor, para hacerlos efectivos en el acreedor. Por lo tanto este tercero es el verdadero testigo que de forma inequívoca, da testimonio independiente y efectivo a las partes del estado del cumplimiento del contrato parcial o total.
2. La emisión de los respectivos documentos (letras, pagarés, etc.) que certifican el pago como también la capacidad del ejercicio de cobro por parte del acreedor, cuando estos se encuentran en su poder.

Cualesquiera de estos dos elementos son suficientes para que el acreedor pueda dar fe en el cumplimiento de las obligaciones del deudor ya que el primero interpone un testigo independiente y el segundo instrumentos genuinos que en poder del deudor legitiman y acreditan fehacientemente el monto adeudado.

### Del intermediario legitimado
El intermediario que actúa de forma totalmente imparcial al constituirse en un testigo válido elimina la presunción de testis unus, testis nullus, perfeccionando y certificando de esta forma la validez argumental del acreedor en todo su ámbito.

### Del instrumento de cobro
A la falta de un intermediario imparcial que acredite la operativa, sobrevive solamente el instrumento de cobro como elemento que perfecciona el proceder ejecutivo de la deuda a la que el acreedor quiera hacer valer.
De esta forma se diluye toda duda acerca de la deuda y el acreedor posee toda prueba independiente sin caer en la figura de «juez y parte» que lo imposibilita a poder hacer efectiva la reclamación de una deuda, ya que toda liquidación unilateralmente elaborada por su parte, que no posee fuerza jurídica alguna ya que el instrumento de cobro pasa a ser constituto possessorio de la deuda en cuestión, debido a que esta obligación es accesorium sequitur principale a la deuda, entre los que se encuentran los instrumentos de cobro, únicos para la materialización contable efectiva del pago ad probationem, que también establece la existencia del resto adeudado.
Es evidente la potestad del deudor enajenarse o simplemente destruir el o los comprobantes de estas obligaciones a los efectos de que estos no sean apropiados por terceros o por el riesgo de caer en manos del acreedor y este se vea legitimado a ejercitar el cobro de dicho instrumento.
No existe forma alguna diferente para el acreedor, efectuar reclamación de cobro, a la falta de dicha instrumentación.

### Incierta cualificación informática - Pérdida de Derecho por omisión
El desarrollo de la informática ha dejado vacíos en cuestiones de Derecho, imponiendo la técnica como validador de un proceso Judicial.
Es condición errónea establecer que el método informático es suficiente prueba, como si este fuese un tercero intermediario imparcial. Pero no se debe olvidar que es totalmente plausible a errores, pero mucho más importante es considerar que a los efectos de doctrina de derecho, sigue siendo prueba de carácter unilateral, aunque su impresione su velocidad de procesamiento y versatilidad.
Lamentablemente no es así, no perfecciona elementos de cobro sino que induce a un tratamiento irregular del derecho, cuando por el contrario, el procesamiento informático es justamente el medio idóneo para facilitar la emisión de los instrumentos de cobro, simplificando ésta por su emisión automática.

### Invalidez de ejecución crediticia a la falta de instrumentos
La verdad jurídica es que la falta de la figura del intermediario imparcial como veedor y su certificación, como así la falta de instrumentos de cobro, quita validez in natura a la certificación de cobro, pretendiendo el acreedor utilizar solamente su propia información y asientos contables, sea esta o no sistematizada de manera informática u de otro medio.
Bajo ningún concepto, sea cual fuere el medio manual o tecnológico, puede ser el acreedor Juez y parte de un proceso.
En cambio, cuando en cada pago el acreedor entrega al deudor el pagaré o la letra, en este acto se extingue la obligación de una cuota, pago final, pago parcial, etc. desde el momento que existe un contrato que sustenta la obligación y el pagaré o la letra que sustenta la veracidad del pago.

### Ejecución formal
No existiendo intermediario imparcial, la emisión de instrumentos de cobro es este el único sistema válido, cuando es el acreedor quien pretende ejecutar una deuda con una declaración presentada a su juicio y valor.
Es entonces simplemente la suma algebraica de los instrumentos de cobro en su poder (del acreedor) la deuda consolidada. La falta de existencia de los documentos de cobro, dan por finalizada la obligación, quedando cancelada la deuda y ambas partes tienen una

## Responsabilidad contractual
La responsabilidad contractual es aquella que nace del contrato (a diferencia de la responsabilidad extracontractual) y requiere que la parte (sujeto) que la exige se halle ligada mediante un nexo contractual a la persona que la debe. La noción de incumplimiento es ampliamente debatida en derecho comparado, sin embargo, puede reducirse a tres grandes opciones. Se reputa como incumplimiento la no-verificación tout court de la prestación en su materialidad, la no-consecución del resultado comprometido y la especificación de tipos de infracciones contractuales.
La elección de cada una de estas opciones inclinará al sistema jurídico a preferir una interpretación subjetiva u objetiva de responsabilidad.

## Ineficacia de los contratos
Los contratos son elementos que se consideran de "naturaleza incompleta" dada la dificultad de plasmar en ellos todas las contingencias posibles. Además de esto, son ineficaces los contratos que carezcan de alguno de los elementos esenciales, o aunque estos se dieren, no obstante estuvieran viciados de algún modo. La ineficacia tiene distintas manifestaciones y efectos según la clase de invalidez que se cause al contrato. A este respecto son consecuencia de vicios invalidantes típicos: 
- Anulabilidad
- Nulidad
- Resciliación
- Rescisión
- resolución
- revocación
- Simulación contractual